# 무로정
무로정(牟婁町)은 와카야마현 니시무로군에 설치되었던 정이다. 현재의 다나베시에 해당한다.

## 지리
- 산 :류진산, 미호시야마, 기누가사야마, 주젠산, 다카오야마, 조도야마
- 강 :하야가와, 미기아이즈강, 다니강, 이케노강, 쇼모리강, 구보타강, 히다리아이즈강, 오가와다니강